# Pseudogaurax tridens
Pseudogaurax tridens är en tvåvingeart som beskrevs av Curtis W. Sabrosky 1966. Pseudogaurax tridens ingår i släktet Pseudogaurax och familjen fritflugor. Inga underarter finns listade i Catalogue of Life.